# Bethlehem (Galilea)
Bethlehem (Hebreeuws: בֵּית לֶחֶם הַגְּלִילִית, Beit Lehem HaGlilit) is een dorp met ca. 800 inwoners in de Israëlische landstreek Galilea. Het ligt 140 kilometer ten noorden van het bijbelse Bethlehem dat in Palestina ligt.
Het dorp ligt amper 7 kilometer verwijderd van Nazareth. Volgens archeoloog Aviram Oshri is hier Jezus Christus geboren, niet in het Palestijnse Bethlehem. Hij vond er de fundamenten van een van de grootste Byzantijnse kerken in het Heilige Land, alsmede de resten van een klooster. Volgens Oshri moet dit Bethlehem in de 6e eeuw een belangrijk centrum geweest zijn van de christelijke pelgrimage. Een van de argumenten van deze archeoloog is het feit, dat het Palestijnse Bethlehem niet bestond tijdens de geboorte van Jezus. Daarnaast heeft hij verwijzingen gevonden in de diverse evangeliën.
Het onderzoek van Aviram Oshri ligt stil. Zijn werkgever, de Israëlische Archeologische dienst verkeert permanent in geldnood.